# Environnement en Hongrie
L'environnement en Hongrie est l'environnement (ensemble des éléments - biotiques ou abiotiques - qui entourent un individu ou une espèce et dont certains contribuent directement à subvenir à ses besoins) du pays Hongrie.

### Milieux, faune et flore

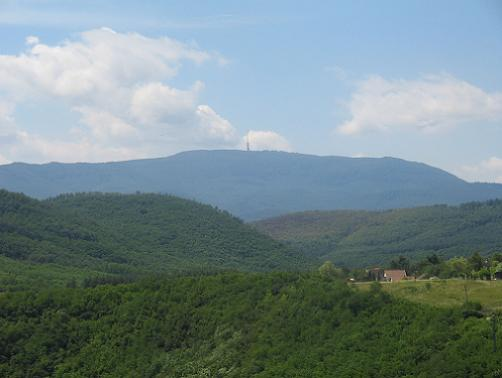
Monts Mátra

## Impacts sur les milieux naturels

### Pollutions
En octobre 2010, entre 700 000 et un million de mètres cubes de boue rouge se sont déversés après la rupture d'un réservoir de l'usine d'aluminium d'Ajka, provoquant une catastrophe écologique majeure ainsi que de nombreux morts et blessés.

#### Les émissions de gaz à effet de serre (GES)
En 2012, les émissions de gaz à effet de serre (GES) étaient de ... MTCO2, soit ... % des émissions mondiales.

#### La pollution de l'eau

##### Pollution faisant suite à l'accident de Baia Mare (Roumanie)
Le 30 janvier 2000, à la suite de fortes pluies et neiges, un débordement d'effluents a lieu dans une usine de traitement et de valorisation de déchets miniers, à Baia  Mare. 287 500 m3 d’effluents contenant des cyanures (115 tonnes) et des métaux lourds contaminent une superficie de 14 ha et polluent la Sasar. Une « vague »  de  30  à 40 km de long contenant des effluents cyanurés se propagera les jours et semaines suivantes sur la Lapus, la Szamos, la Tisza et le Danube. La  pollution  atteint 5  pays  :  Roumanie, Hongrie, Serbie, Bulgarie et Ukraine.
En Roumanie, de l'eau de javel est déversée afin de neutraliser le cyanure. L’apport excessif d’hypochlorite de sodium par les autorités hongroises aurait été à l’origine de la mort de la majeure partie des 1 241 tonnes de poissons repêchés dans ce pays (silures glanes, sandres, huchons, esturgeons...). Les polluants ont détruit la quasi-totalité de la faune et de la flore de la Tisza sur près de 600 km en ayant un impact sur toute la chaîne alimentaire. Des  milliers d’animaux sont retrouvés morts après avoir consommé de l’eau ou d’autres produits contaminés (végétaux, mollusques, poissons...) : cygnes, cormorans, goélands, faisans, pigeons, renards, lapins, chevaux, loutres, cerfs, aigles pêcheurs, balbuzards, canards sauvages...

## L'exposition aux risques
La Hongrie est exposée à de multiples aléas naturels : séismes, tempêtes, incendies, glissements de terrain, sécheresses et canicules...

## Politique environnementale en Hongrie

### Traités internationaux
La Hongrie a signé le protocole de Kyoto.
Dans le cadre de la COP 21, la Hongrie s'est engagé à réduire ses émissions de gaz à effet de serre de 40 % d'ici à 2030 par rapport au niveau de 1990, conformément à l'engagement de l'Union européenne.

### Évaluation environnementale globale
En 2015, l'organisation Global Footprint Network (GFN) indique que la Hongrie a une biocapacité s'élèvant à environ 2,35 hag (hectare global par habitant) inférieure à l'empreinte écologique à 2,81 hag. C'est notamment le bilan carbone qui est négatif, deux fois supérieure à la capacité forestière.
Le jour du dépassement (date de l’année, calculée par l'ONG américaine Global Footprint Network, à partir de laquelle l’humanité est supposée avoir consommé l’ensemble des ressources que la planète est capable de régénérer en un an) du pays est le 14 juin.